# 미국 국방대학교
미국 국방대학교(National Defense University)는 1946년 미국 워싱턴 D.C.에서 개교해 미국 국방참모대학교의 분교라 할 수 있는 미국 국립 군사국방참모교육기관이다.

## 역사[1]

### 시작
제2차 세계대전 이전에 미국의 무기 직업 분야 장학금은 각 병역에서 다소 독립적으로 실행되었다. 20세기에는 군사력과 외교, 미국의 군 복무와 군을 무장시키는 산업, 특히 고등 교육 및 연구의 군사 센터 사이에 더욱 긴밀한 관계가 필요했다. 이로 인해 1924년에는 육군 산업 대학이 설립되었고, 제2차 세계 대전 후에는 합동 고등 교육 대학이 설립되었다. 이 새로운 합동 대학에는 국군 참모 대학, 국립 전쟁 대학, 육군 산업 대학이 포함되었다. 나중에는 군대의 산업 대학이되었다. NDU는 1976년에 지적 자원을 통합하고 국가 국방 커뮤니티를 위한 합동 고등 교육을 제공하기 위해 설립되었다. 군대의 산업 대학(현재 국가 안보 및 자원 전략을 위한 드와이트 D. 아이젠하워 학교)과 국립 전쟁 대학은 새로운 기관의 원래 두 구성 대학이었다. 1981년 국군참모대학(현 합동참모대학)이 신설되었고, 1년 뒤 국방컴퓨터과(현 정보사이버대학)가 합류했다. 이 대학의 최신 학교는 2002년에 국가 안보 집행 교육 학교로 설립된 국제 안보 대학이다.

### 전체론적인 접근
NDU의 교육, 연구 및 아웃리치 프로그램은 통합되고 상호 지원하여 매우 풍부한 학습 환경을 조성한다. 이 접근 방식은 대학의 5개 단과대학, 연구 기관, 국제 학생 프로그램, 도서관, 게임 및 시뮬레이션 센터의 고유한 강점과 워싱턴 전역의 조직과의 깊은 관계를 결합하여 부분의 합보다 더 큰 전체를 생성한다. 학생들은 또한 많은 연방 기관, 민간 기업 및 파트너 국가와 함께 모든 군 복무를 대표하는 동료의 다양성으로부터 혜택을 받는다. 연구 프로그램을 주도하는 국가전략연구소(INSS), 정책 연구 및 응용 전략 학습을 제공하기 위해 NDU 초기에 설립되었으며 현재 고위 의사 결정자에게 적시에 객관적인 분석을 제공하고 NDU의 교육 프로그램을 지원한다. 5개의 센터를 통해 INSS는 복잡한 작전에서 기술 및 대량 살상 무기에 이르기까지 주요 문제에 대한 연구에 집중한다. INSS는 대학의 연구 기관이자 싱크 탱크 역할을 하며 국가 안보 문제에 대한 학술적 전문성을 위해 수도권에서 가장 인정받는 장소 중 하나이다. NDU는 International Fellows 프로그램, 미국 국가 안보에 중요한 국가의 고위 관리들이 매년 다수의 해외 방문, 학술 출판물 및 프레젠테이션을 통해 아웃리치를 수행한다. 국제 학생 관리 사무실을 통해, NDU는 매년 100명 이상의 International Fellows를 초청하여 대학에서 공부하고 미국 정부와 사회에 대한 더 깊은 이해를 발전시킨다. 이 대학은 또한 미국 대학뿐만 아니라 다양한 국가의 동료 기관 및 고위 관리를 참여시켜 이해와 협력을 증진한다.

### 독특한 가치

고위 지도자들이 학교에서 강연하고 있다.

NDU는 고위 지도자들이 점점 더 역동적이고 복잡하며 예측할 수 없는 국제 안보 환경에서 최고 수준에서 효과적으로 생각하고 운영할 수 있도록 준비시키는 전략적 국가 자원이다. 국가 권력의 모든 요소를 통합하는 전략을 이해, 개발 및 사용하도록 준비함으로써 이를 수행한다. 이 시니어 리더 개발은 NDU의 전체론적 접근 방식과 커리큘럼, 위치 및 학생/교수 다양성의 고유한 조합을 통해 가능하다. NDU 학생들은 표준 전략 이론에 대한 이해를 발전시키고 이 지식을 현재와 미래의 보안 문제에 적용하고 창의적으로 조정할 수 있다. 이 이론과 적용의 기초는 최첨단 연구에 의해 알려진다. 교육 경험은 또한 솔직한 토론에 학생들을 참여시키는 많은 저명한 연사들에 의해 풍부해진다. 이 최고의 연사를 유치하고 연방 기관, 학술 기관 및 국제 파트너와 관계를 구축하는 대학의 능력은 워싱턴 DC에 위치함으로써 향상된다. 모든 군 복무와 광범위한 기관, 산업 및 국제 파트너에서 NDU로 오는 학생과 교수진을 의도적으로 통합하여 모든 세미나에서 다양한 생각을 제공한다. 이를 통해 NDU 학생들은 매우 광범위한 관점에 노출되고 개인 관계 및 동료 네트워크를 육성하여 NDU 동창생의 경력 전반에 걸쳐 지속적으로 서비스를 제공한다.

## 입학
학교 홈페이지 신입생 안내: https://www.ndu.edu/Students/Incoming-Students/

### 합격률 & 입학[2]
| 합격률                   | 65%                                                                         |
| 입학 요건                | 입학 시험 및 학생의 과거 학업 기록 및 성적 반영, 사이버 보안 요구 사항 완료 |
| 학사 일정                | 학기별 수업                                                                 |
| 등록자 수                | 1,500                                                                       |
| 정규직                   | 75                                                                          |
| 학생 수: 교수부, 직원 수 | 20:1                                                                        |

Read More 보관됨 2022-10-19 - 웨이백 머신

#### 사이버 보안 요구 사항
사이버 보안 문서 제출
1단계: NDU 사이버 보안 규정 준수 POC로 주소가 지정된 이메일 열기:  ndu-stuacctreqforms@ndu.edu
2단계: 사이버 인식 챌린지 과정 수료증 첨부
3단계: SAAR 양식 2875 첨부
4단계: NDU 제한적 사용 정책 양식 첨부
5단계: 이메일을 보내기

##### 유학생의 사이버 보안 요구사항
1단계: ISMO Welcome inbox:  ISMO-Welcome@NDU.edu 로 주소가 지정된 이메일 열기
2단계: 사이버 인식 챌린지 과정 수료증 첨부
3단계: SAAR 양식 2875 첨부
4단계: NDU 제한적 사용 정책 양식 첨부
5단계: 이메일 보내기

## 학교 시설&구성

### 연구소 및 센터
-국가 전략 연구소
-전략 연구 센터
-중국 군사 연구 센터
-대량 살상 무기 연구 센터
-응용 전략 훈련 센터
-공동 및 전략적 물류 센터
-과학 및 참고 문헌 도서관 (학생과 교사만 이용 가능)

### 관련 조직
-NDU 방문자 위원회
-국방대학교 재단
-미국 평화 연구소
-컨소시엄 대학 (워싱턴)

## 커리큘럼

### CISA

#### 예비 부품 국가 안보 과정(RCNSC)
RCNSC(Reserve Component National Security Course)는 미국 예비 구성요소의 고위 장교 및 하사관(E8-E9), 연합군 장교, 국가 안보 분야에서 일하는 일부 부처간 민간인 및 업계 펠로우에게 제공되는 2주 세미나이다.

#### 국토 방위 친목 프로그램
Homeland Defense Fellowship은 학생들이 국가 안보를 보다 광범위하게 이해하고 국제 및 기관 간 경계를 넘어 작업하며 전략적 국토 방위 및 안보 문제에 대해 비판적으로 생각할 수 있도록 고안된 상주 14주 코스이다.

### CSWMD

#### 신흥 리더를 위한 프로그램
PEL의 목표는 대량 살상 무기로 인한 위험에 대응할 수 있는 인식과 기술을 갖춘 떠오르는 미국 정부 지도자 커뮤니티를 육성하는 것이다. 회원은 국가 안보와 관련이 있고 WMD에 대해 더 많이 배우고자 하는 민간 및 군 정부 전반에서 선발된 초기 및 중기 경력 전문가이다.

## 참고
-미국 국방대학교 학교 사이트 : https://www.ndu.edu/
-Air University (미국 공군) , 앨라배마
-Defense Acquisition University , 버지니아주 포트 벨보아
-National Intelligence University , 워싱턴 DC
-NATO 국방 대학 , 로마, 이탈리아
-해군 대학원 학교 , 몬테레이, 캘리포니아
-Naval War College , 로드아일랜드주 뉴포트
-US Army War College , 칼라일, 펜실베니아

## 같이 보기
- 버나드 라이지 오스틴 (Bernard Lige Austin)
- 미국 육군지휘참모대학교
- 미국 육군참모대학교
- 미국 해군참모대학교
- 미국 해병참모대학교
- 미국 해군대학원
- 미국 공군참모대학교
- 미국 합동참모대학교

1. ↑  “History”. 2022년 12월 13일에 확인함.
2. ↑  “Incoming Student Information”. 2022년 12월 28일에 확인함.